# Douglas Emhoff

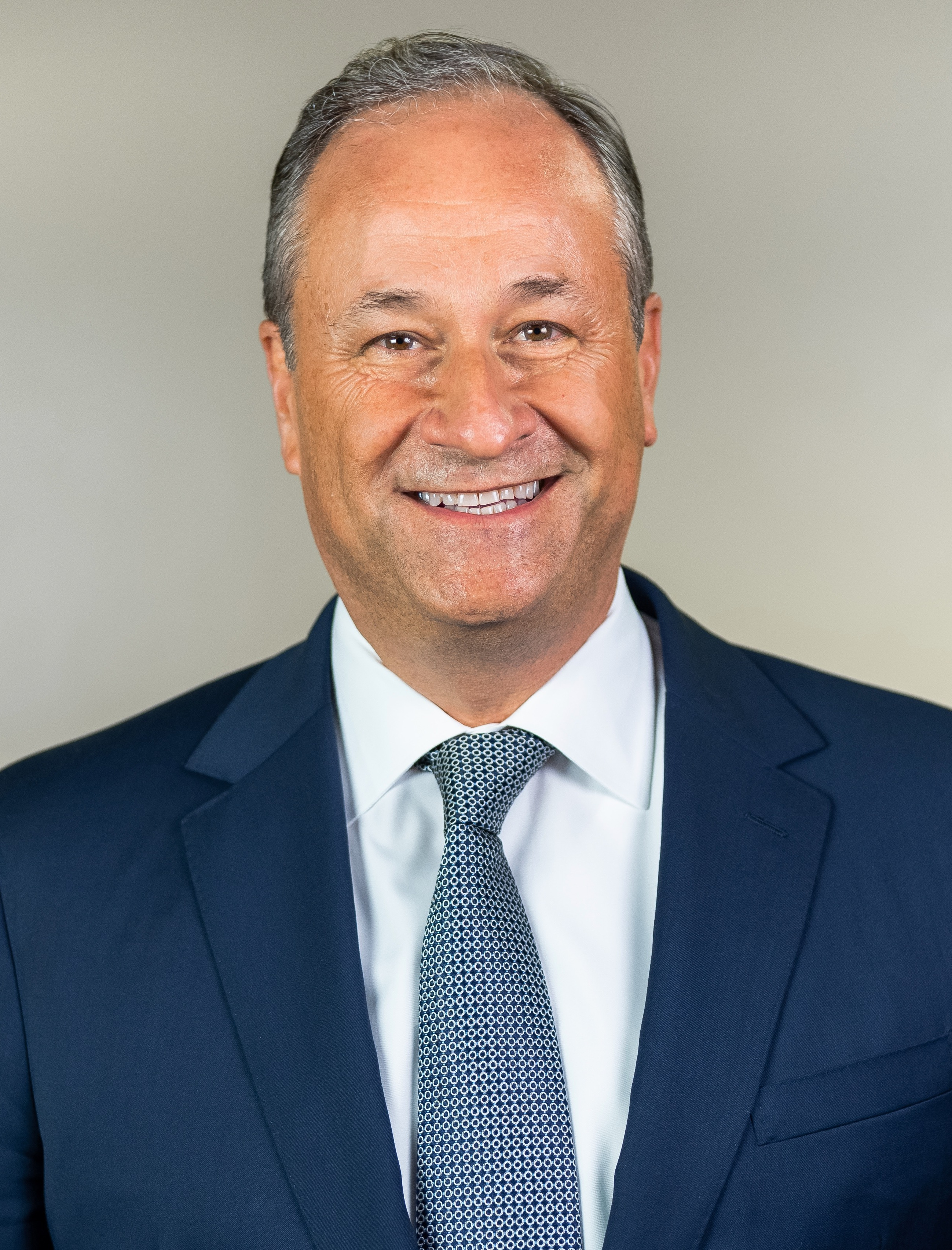
Douglas Emhoff (2022)

Douglas „Doug“ Emhoff (* 13. Oktober 1964 in New York City) ist ein US-amerikanischer Jurist und ehemaliger Rechtsanwalt. Er ist der Ehemann der ehemaligen US-Vizepräsidentin Kamala Harris und war vom 20. Januar 2021 bis zum 20. Januar 2025 der erste Second Gentleman der Vereinigten Staaten.

## Leben

### Jugend und Ausbildung
Emhoff wurde 1964 im Stadtbezirk Brooklyn im Süden von New York City als Sohn jüdischer Eltern geboren. Er hat einen Bruder und eine Schwester. Seine Jugend verbrachte er von 1969 bis 1981 zunächst in New Jersey und zog im Alter von 17 Jahren nach Kalifornien, wo er die Highschool in Agoura Hills abschloss. Er erwarb einen Bachelor of Arts  an der California State University, Northridge und schloss anschließend ein Studium der Rechtswissenschaft an der Gould School of Law der University of Southern California mit dem Juris Doctor ab.

### Karriere
Emhoff praktiziert als Rechtsanwalt für Unternehmen aus der Unterhaltungsbranche. Er arbeitete über zehn Jahre für mehrere Sozietäten, bevor er 2000 gemeinsam mit seinem Geschäftspartner Ben Whitwell eine eigene Anwaltskanzlei eröffnete. 2006 verkauften beide die Anwaltskanzlei an das Rechtsberatungsunternehmen Venable LLP aus Baltimore, wodurch Emhoff zum Geschäftsführer des Unternehmens für die Westküstenstaaten wurde. Zwischen 2017 und 2020 war er Partner des globalen Rechtsberatungsunternehmens DLA Piper und arbeitete hauptsächlich von Washington aus.

### Second Gentleman der Vereinigten Staaten

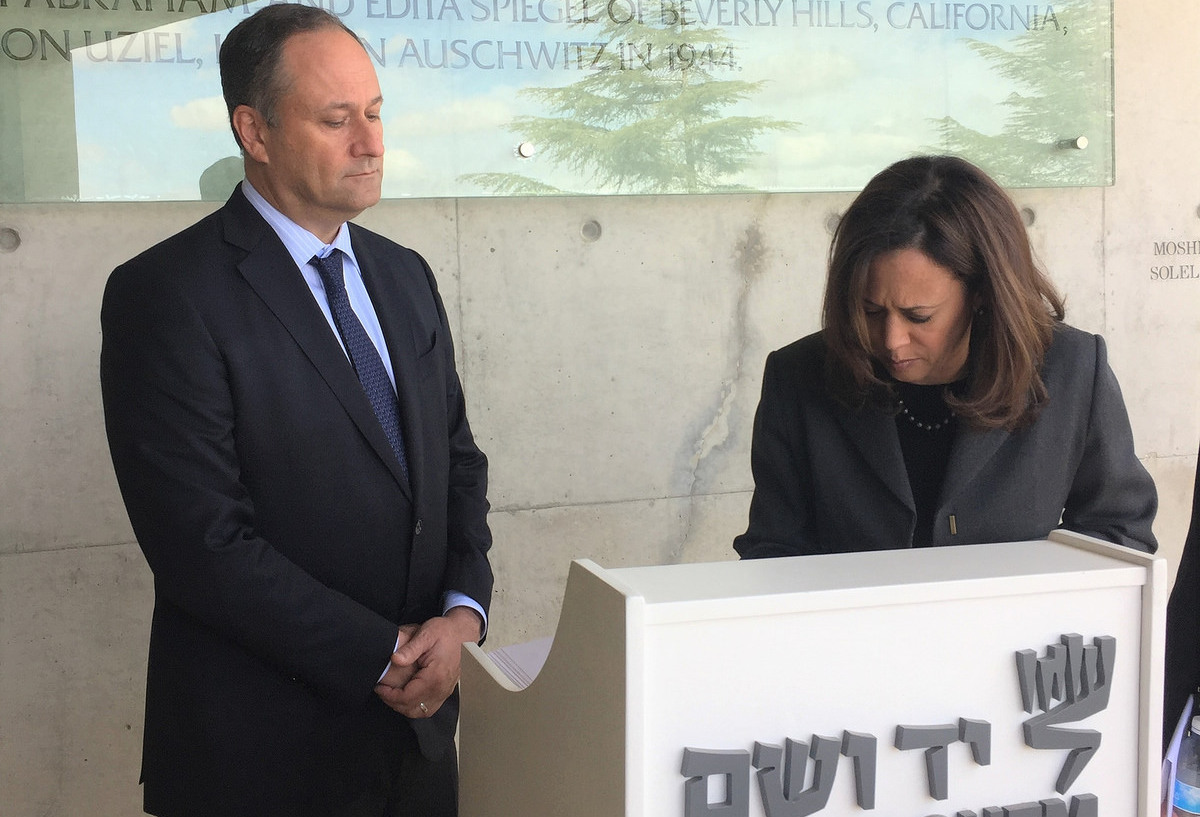
Douglas Emhoff und Kamala Harris während eines Besuchs der Gedenkstätte Yad Vashem (2017)

Kamala Harris wurde am 11. August 2020 als Running Mate von Joe Biden bekanntgegeben. Als Ehemann der US-Vizepräsidentin ist er seit Januar 2021 der erste Second Gentleman in der Geschichte der Vereinigten Staaten.
Emhoff stellte seine Arbeit als Anwalt ein, um möglichen Interessenskonflikten aus dem Weg zu gehen. Er nahm einen Lehrauftrag an der Juristischen Fakultät der Georgetown-Universität an. Emhoff nimmt auch Termine in seiner Rolle als Ehepartner der Vizepräsidentin wahr, z. B. zu sozialen Themen wie der Förderung der Impfung gegen Covid-19. Außerdem warb er als Vertreter für politische Themen der Regierung Biden/Harris.
Emhoff ist auch der erste jüdische Partner eines US-Vizepräsidenten.  Er gilt als nicht besonders religiös. Er sprach aber seine Eigenschaft als erster jüdischer Ehepartner bei einer Chanukkafeier im Weißen Haus 2021 an und sagte, er sei sich dieser Tatsache bewusst und wisse sie zu schätzen.

### Privatleben
Emhoff war von 1992 bis 2008 mit der Filmproduzentin Kerstin Mackin verheiratet. Aus der Ehe gingen ein Sohn und Tochter Ella hervor. Diese ist Modedesignerin und Model und engagiert sich für Feminismus, LGBT-Rechte und schwarze Transmenschen. 2014 heiratete er Kamala Harris.